# Renée Rahir
Renée Rahir, née le 4 février 1956 à Verviers (province de Liège), est une autrice de bande dessinée et de littérature jeunesse belge.

## Biographie
Renée Rahir naît le 4 février 1956 à Verviers. Elle a une sœur jumelle Jeanine avec qui elle partage un goût commun de la science-fiction et la passion de la faune et de la flore. Les jumelles étudient à l'École supérieure des arts Saint-Luc de Liège. De 1985 à 1988, Renée Rahir collabore au journal Tintin où elle livre différents courts récits souvent de science-fiction qu'elle réalise seule mais encore des articles et reportages divers. Elle écrit aussi des scénarios pour sa sœur ou encore pour Olivier Grenson, éditions du Lombard. On retrouve également sa signature dans 2 numéros de Super Tintin de 1986 à 1987. À partir de 1991, elle réalise seule une série de bande dessinée fantastique intitulée Fann le lion publiée aux éditions Casterman. Le premier tome Adieu Kilimandjaro lui vaut d'être primée au festival BD Durbuy au titre de meilleur premier album en 1991.
La même année, elle entame la trilogie d'aventure coécrite avec sa sœur Barry Lan publiée dans la collection « Grafica » aux Éditions Glénat. Le deuxième opus de la série : Partout l'éternité connaît une prépublication partielle en noir et blanc dans la revue Vécu no 53 de septembre 1992. Il est primé à BD Durbuy en 1992. C'est en 1994 que le tome L'Irbis clôture cette saga.
Elle écrit aussi pour les enfants, des albums et illustrations naturalistes, pour les Éditions Averbode et Hemma entre autres pour la série Pop-Up Noël de Carlos Busquet. Elle collabore également aux magazines Signatures et Week BD (Suisse) avec des reportages. En 1995, elle publie également un album d'illustration pour enfants aux éditions Clavis Wolfe Wit en Beertje Zwart.
En outre, elle participe à l'album collectif L'Oiseau de la paix en 1986.

### Vie privée
Elle demeure à Stavelot.

## Œuvres

### Autrice
- Contes pour enfants sages, adaptation de Renée Rahir, Hemma, coll. « Jolis rêves », no 10, 1990 (OCLC 1400622031)
- La Fleur magique, Hemma, coll. « Le livre de la jungle », no 3, 1991  (ISBN 2-8006-1573-7)
- Le Roi des éléphants, Hemma, coll. « Le livre de la jungle », no 7, 1991  (ISBN 2-8006-1577-X)
- Fan-Fan des grands bois, illustré par Jeanine Rahir, Hemma, coll. « Mini-club », no 55, 1991  (ISBN 2-8006-1696-2),Réédition en 2003, illustré par Gauthier Dosimont,  (ISBN 978-2-8006-9355-2).
- Bali, le petit indien, illustré par Carlos Busquets, Hemma, coll. « Gentille rencontre », no 5, 1991  (ISBN 2-8006-1399-8)
- Un spectacle réussi, illustré par Carlos Busquets, Hemma, coll. « Le village enchanté », no 5, 1992  (ISBN 2-8006-1685-7)
- Danger dans la forêt, illustré par Carlos Busquets, Hemma, coll. « Le village enchanté », no 6, 1992  (ISBN 2-8006-1686-5)
- La Visite des amis des bois, illustré par Carlos Busquets, Hemma, coll. « Le village enchanté », no 7, 1992  (ISBN 2-8006-1687-3)
- Les Farceurs attrapés, illustré par Carlos Busquets, Hemma, coll. « Le village enchanté », no 8, 1992  (ISBN 2-8006-1688-1)
- Tom Pouce, illustré par Jeanne Lagarde, Hemma, coll. « Nos beaux contes », no 21, 1993  (ISBN 2-8006-1466-8)
- La Princesse Rosette, illustré par Jeanne Lagarde, Hemma, coll. « Nos beaux contes », no 24, 1993  (ISBN 2-8006-1469-2)
- La Ville, illustré par Jordi Busquets, Hemma, 1993  (ISBN 2-8006-3094-9)
- La Mer, illustré par Jordi Busquets, Hemma, 1993  (ISBN 2-8006-3097-3)
- La Fête, illustré par Jordi Busquets, Hemma, 1993  (ISBN 2-8006-3096-5)
- La Ferme, illustré par Jordi Busquets, Hemma, 1993  (ISBN 2-8006-3095-7)
- L'Ourson acrobate, illustré par Carlos Busquets, Hemma, coll. « Gentille rencontre », no 14, 1994  (ISBN 2-8006-2581-3)
- Alice et le faon, illustré par Carlos Busquets, Hemma, coll. « Gentille rencontre », no 16, 1994  (ISBN 2-8006-2581-3)
- Casimir et la forêt des dinosaures, illustré par Éric Closter, coll. « Le monde de Casimir », no 1, Hemma, 1994  (ISBN 978-2-8006-3994-9)
- Les Olympiades de Casimir, illustré par Éric Closter, coll. « Le monde de Casimir », no 2, Hemma, 1994  (ISBN 978-2-8006-3997-0)
- Casimir et le mystère de la rivière, illustré par Éric Closter, coll. « Le monde de Casimir », no 3, Hemma, 1994  (ISBN 978-2-8006-3996-3)
- Les Vacances de Casimir, illustré par Éric Closter, Hemma, coll. « Le monde de Casimir », no 4, 1994  (ISBN 978-2-8006-3997-0)
- Jacques et les haricots magiques, illustré par Éric Closter, Hemma, coll. « Mes livres vidéo préférés », 1994  (ISBN 9782800629063)
- Une journée avec Nounours, illustré par Jean-Paul Leroy, Hemma, coll. « Quelle heure est-il ? », 1994  (ISBN 978-2-8006-3821-8)
- Un précieux compagnon, illustré par Carmen Busquets, Hemma, coll. « Gentille rencontre », no 18, 1995  (ISBN 2-8006-2581-3)
- Cendrillon, illustré par Carlos Busquets, Hemma, coll. « Panorama », no 37, 1995  (ISBN 2-8006-4768-X)
- La Belle au bois dormant, illustré par Carlos Busquets, Hemma, coll. « Panorama », no 38, 1995  (ISBN 2-8006-4769-8)
- Le Vilain Petit Canard, illustré par Carlos Busquets, Hemma, coll. « Panorama », no 39, 1995  (ISBN 2-8006-4770-1)
- Papa Noël, illustré par Carlos Busquets, Hemma, coll. « Pop-up Noël », 1996  (ISBN 2-8006532-7-2),Réédition en 2006  (ISBN 978-2-8006-9355-2).
- La Crèche, illustré par Carlos Busquets, Hemma, 1996  (ISBN 2-8006-5327-2)
- Zizou et Zazie prennent leur bain, illustré par Natacha Toutain-Diamant, Hemma, coll. « Bout de chou », no 1, 1996  (ISBN 978-2-8006-5351-8)
- Zizou et Zazie s'habillent, illustré par Natacha Toutain-Diamant, Hemma, coll. « Bout de chou », no 2, 1996  (ISBN 2-8006-5353-1)
- Zizou et Zazie aident maman, illustré par Natacha Toutain-Diamant, Hemma, coll. « Bout de chou », no 3, 1996  (ISBN 2-8006-5354-X)
- Zizou et Zazie vont au parc, illustré par Natacha Toutain-Diamant, Hemma, coll. « Bout de chou », no 4, 1996  (ISBN 2-8006-5355-8)
- La Nuit de Noël, illustré par Carlos Busquets, Hemma, 1997  (ISBN 2-8006-5773-1)
- Mes plus belles histoires, Hemma, 1999  (ISBN 9782800671574)
- Le Grand Champ[11],[12], Éditions Averbode, Récits-Express, no 5, 2003 (OCLC 1010031459).

### Albums de bande dessinée
Bobul et Schnouf
- Bobul et Schnouf, H. Dessain, 1987
Scénario et dessin : Guy Counhaye - Couleurs : Jeanine et Renée Rahir

#### Fann le lion
- 1. Adieu Kilimandjaro, Casterman, Tournai, septembre 1991
Scénario, dessin et couleurs : Renée Rahir -  (ISBN 2-203-32901-7)
- 2. Hook stock farm, Casterman, Tournai, avril 1992
Scénario, dessin et couleurs : Renée Rahir -  (ISBN 2-203-32902-5)
- 3. Triple traque, Casterman, Tournai, août 1993
Scénario, dessin et couleurs : Renée Rahir -  (ISBN 2-203-32903-3)

#### Barry Lan
- 1. Vous veillerez sur mon sommeil, Glénat, coll. « Grafica », Grenoble, avril 1991
Scénario : Jeanine et Renée Rahir - Dessin et couleurs : Jeanine Rahir -  (ISBN 272341308X)
- 2. Partout l'éternité[8], Glénat, coll. « Grafica », Grenoble, juillet 1992
Scénario : Jeanine et Renée Rahir - Dessin et couleurs : Jeanine Rahir -  (ISBN 272341454X)
- 3. L'Irbis, Glénat, coll. « Grafica », Grenoble, septembre 1994
Scénario : Jeanine et Renée Rahir - Dessin et couleurs : Jeanine Rahir -  (ISBN 2723416925)

#### Collectifs
- L'Oiseau de la paix[13], Association du livre de la paix, janvier 1986
Scénario et couleurs : collectif - Dessin : collectif dont Renée Rahir,40 auteurs réunis pour un album pour la paix.

## Prix et récompenses
- 1991 : prix Espoir au festival BD Durbuy pour Adieu Kilimandjaro, série Fann le lion - Casterman[6],[8] ;
- 1992 : prix au festival BD Durbuy pour Partout l'éternité[8] partagé avec Jeanine Rahir.

#### Livres
: document utilisé comme source pour la rédaction de cet article.
- Jean-Louis Lechat, Un demi-siècle d’aventures t. 2 : 1970 - 1996, Bruxelles, Le Lombard, 5 décembre 1996, 224 p., ill. ; 31 cm (ISBN 280361233X, OCLC 37995939, BNF 37539082, présentation en ligne), p. 122, 133, 136, 141, 143. .
- Patrick Gaumer et Claude Moliterni, « Rahir Jeanine et Renée », dans Dictionnaire mondial de la bande dessinée, Paris, Larousse-Bordas, 1998, 880 p., ill. ; 29 cm (ISBN 978-2-0352-3520-6 et 2-0352-3520-0, OCLC 270725728), p. 653.
- Jacques Fiérain, « Rahir, Renée », dans La BD dans les provinces de Liège, Namur et Luxembourg, Charleroi, Éd. l'Âge d'or, 2004, 112 p., ill. ; 31 cm (ISBN 9782960019698, OCLC 470388297, présentation en ligne), p. 87.
- Suzanne Van Rokeghem, Jacqueline Aubenas et Jeanne Vercheval-Vervoort, Des femmes dans l'histoire en Belgique, Luc Pire Éditions, 2006, 303 p., ill. ; 28 cm (ISBN 9782874155239 et 2-87415-523-3, OCLC 470723855, présentation en ligne), p. 248. ,lire sur Google Livres